# Donatkowice
Donatkowice – wieś sołecka w Polsce, położona w województwie świętokrzyskim, w powiecie kazimierskim, w gminie Kazimierza Wielka.
W latach 1954–1972 wieś należała i była siedzibą władz gromady Donatkowice. W latach 1975–1998 miejscowość administracyjnie należała do województwa kieleckiego.

## Integralne części wsi
| SIMC    | Nazwa    | Rodzaj    |
| ------- | -------- | --------- |
| 0241360 | Gęsia    | część wsi |
| 0241376 | Koniusza | część wsi |
| 0241382 | Kozina   | część wsi |
| 0241399 | Okopki   | część wsi |
| 1016730 | Pamuła   | część wsi |
| 0241407 | Secelów  | część wsi |

## Demografia
Według Narodowego Spisu Powszechnego Ludności i Mieszkań z 2021 roku liczba ludności we wsi Donatkowice to 167 z czego 50,3% mieszkańców stanowią kobiety, a 49,7% ludności to mężczyźni. Miejscowość zamieszkuje 1,0% mieszkańców gminy.

## Historia
Donatkowice, w wieku XIX wieś w powiecie pińczowskim, gmina Dobiesławice, (w 1881 parafii Gorzków) oddalona o 70 wiorst od Kielc, o 34 od Pińczowa, o 20 od Działoszyc, o 6 od Koszyc, o 80 od Zawiercia.
W 1827 r. było tu 22 domy i 127 mieszkańców.

W roku 1881  wieś podzielona była na trzy części, oznaczone literami A, B i C

Folwark „A” rozległość wynosi mórg 102 a w tym: grunta orne i ogrody mórg 87, łąk mórg 10, nieużytki i place mórg 6. Budynków drewnianych 6. Płodozmian 9-polowy. Wieś z literą „A”. osad 7, gruntu mórg 31. Wieś Donatkowice z literą „B”,zwaną Durasz posiadała rozległość  mórg 119 a w tym: grunta orne i ogrody mórg 107, łąk mórg 10, nieużytki i place mórg 2. Budynków drewnianych 8.

Wieś Donatkowice z literą „B” osad 8, gruntu mórg 34.
Folwark w Donatkowicach litera „C” posiadał rozległoś  mórg 128 w tym: grunta orne i ogrody mórg 110, łąk mórg 17, nieużytki i place mórg 1. Budynków drewnianych było 6. 

Folwark  ten oddzielony został w r. 1874 od dóbr Dobiesławice.